# Антропософская медицина
Антропософская медицина (англ. anthroposophic medicine или англ. anthroposophical medicine) — форма альтернативной медицины, рассматриваемая научным сообществом как псевдонаучная и как «чистое шарлатанство». Антропософская медицина, созданная в 1920-х годах Рудольфом Штайнером совместно с Итой Вегман, основана на оккультных представлениях и опирается на духовную философию Штайнера, которую он назвал антропософией. Практикующие антропософскую медицину используют различные методы лечения, основанные на антропософских заповедях, включая массаж, физические упражнения, консультации и приём различных веществ.
Многие лекарственные препараты, используемые в антропософской медицине, представляют собой сильно разбавленные вещества, подобные тем, которые используются в гомеопатии. Гомеопатические препараты не эффективны с медицинской точки зрения и, как правило, считаются безвредными, за исключением случаев, когда они используются в качестве замены научно доказанного и эффективного лекарства. Сторонники антропософской медицины предлагают использовать препараты  приготовленные из специально собранной омелы, для лечения рака, но научные исследования не нашли доказательств их клинической эффективности.
Вирусолог Альберт Остерхаус отмечает следующее: «Я думаю, что это очень опасно, эти люди не ведают, что творят. Они выступают против всех вакцин. Антропософы верят, что прививаться — это неестественно. Они не только против прививки от COVID-19, они против проверенных годами вакцин: например, от кори или полиомиелита».